# Лангаммер, Владимир Иванович
Владимир Иванович Лангаммер (1848—1910) — театральный деятель, переводчик, драматург.

## Биография
Из царскосельских мещан. Окончил 4-е класса училища Святой Анны в Петербурге. Начинал как актёр, исполняя на любительских сценах роли простаков. С 1866 года — в императорских театрах, сначала как хорист, затем актёр и библиотекарь, позднее второй режиссер немецкой драматической труппы, выступавшей в Михайловском театре. Главный режиссёр балетной труппы Мариинского театра (1890—1899).
Выступал и как балетный драматург: сценарий балета на сюжет из «Метаморфоз» Овидия «Ацис и Галатея» (1896), ставившегося балетмейстерами Л. И. Ивановым и M. М. Фокиным. В 1880-е — начале 1890-х годов и после выхода в отставку (1899) был организатором зарубежных гастролей русских актёров (в частности, М. Т. Иванова-Козельского), занявшись «пропагандой русского искусства за границей»; устраивал в России гастроли зарубежных знаменитостей, в том числе Сары Бернар (1882), Э. Росси, Т. Сальвини, И. Кайнца.
Лангаммеру принадлежат около ста пьес, которые ставились в основном на частных и провинциальных сценах, но, главное, переводы — комедии, трагедии, мелодрамы, психологические драмы современных ему популярных французских, английских, немецких, австрийских, итальянских, испанских и датских драматургов.
В 1900-е годы Лангаммер служил в Москве помощником директора «Первого концертного бюро». В это время он работал преимущественно над пьесами-феериями, которые труппа М. В. Лентовского ставила в различных театрах с роскошными декорациями и костюмами, стремясь поразить московскую публику главным образом внешними эффектами (пьесы «В поисках за Терезой Эмбер, или Величайшее мошенничество XX столетия», «Петербургские приключения»).
Похоронен на Волковом кладбище в Санкт-Петербурге.